# Alpheus cyanoteles
Alpheus cyanoteles е вид десетоного от семейство Alpheidae. Видът е застрашен от изчезване.

## Разпространение и местообитание
Разпространен е в Малайзия (Западна Малайзия).
Обитава пясъчните дъна на сладководни басейни, реки и потоци.